# Nidhal Guessoum
Pour les articles homonymes, voir Guessoum.
 (mars 2023).
Si vous disposez d'ouvrages ou d'articles de référence ou si vous connaissez des sites web de qualité traitant du thème abordé ici, merci de compléter l'article en donnant les références utiles à sa vérifiabilité et en les liant à la section « Notes et références ».
Nidhal Guessoum, né le 6 septembre 1960, est un astrophysicien algérien. Il est actuellement[Quand ?] professeur à l'université américaine de Charjah, aux Émirats arabes unis.

## Biographie
En juin 2003, il a reçu le prix de recherche 2e en sciences, en génie, et l'architecture de son université.
En plus de ses axes de recherche universitaires, il écrit sur les questions liées à la science, l'éducation, le monde arabe et l'islam.
Nidhal Guessoum est également chroniqueur pour Gulf News et le Huffington Post. Il est également apparu de nombreuses fois sur les médias internationaux, y compris Al-Jazeera, BBC, NPR, France 2, Le Monde, et d'autres. Avec un certain nombre de publications, il est récemment devenu un érudit privilégié sur les relations entre l'islam et la science moderne.